# Coronel João Pessoa
Coronel João Pessoa è un comune del Brasile nello Stato del Rio Grande do Norte, parte della mesoregione dell'Oeste Potiguar e della microregione della Serra de São Miguel.